# Auteco

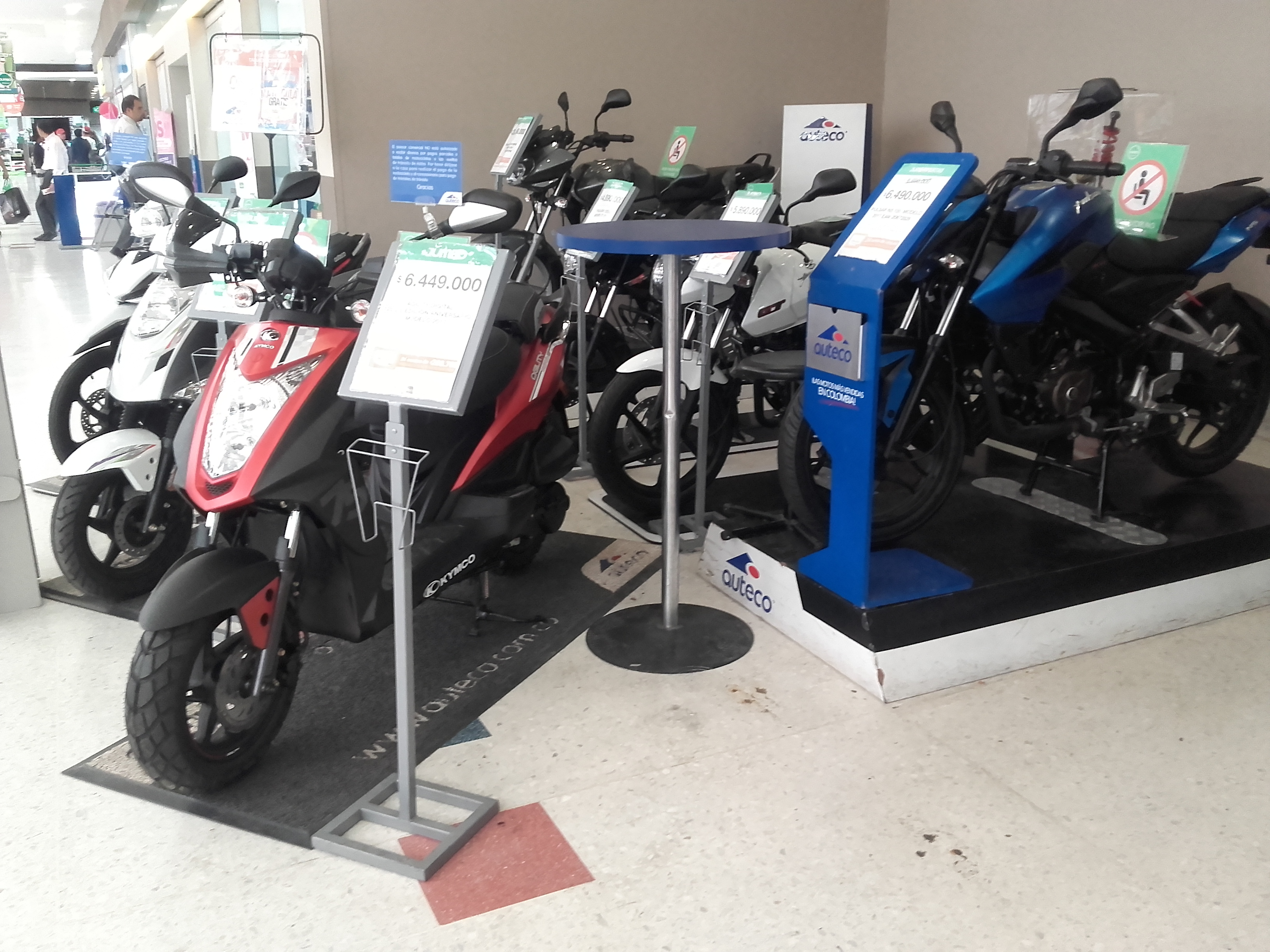
Motos en exhibición una tienda de Auteco

Auteco (Autotécnica Colombiana S.A.S.) es un fabricante y ensambladora de automotores y motocicletas de Colombia. Fundada en 1941, fue la primera ensambladora de motocicletas en el país y en la Comunidad Andina.

## Historia
Auteco S.A.S. fue fundada el 1 de septiembre de 1941 en la ciudad de Medellín, y nació como una comercializadora de repuestos y autopartes en una estación de gasolina.
Comenzó a importar motocicletas marca Indian, de origen estadounidense, en 1945. Años después, también importó motocicletas Ariel, Excelsior y Monarch, originarias de Inglaterra. En 1954, adquirió los derechos de ensamble y venta de las motocicletas Lambretta, producidas por la firma italiana Innocenti. También importó y comercializó vehículos como los automóviles Nash, los camiones Federal y los tractores Gravely. También la marca Renault, antes del establecimiento de Sofasa S.A. en Colombia. En 1956 se asoció a la Compañía Colombiana de Automotores, Colmotores, hoy ensambladora de Chevrolet, que para entonces ensamblaba automóviles y camiones ingleses Austin, los cuales fueron distribuidos por la empresa.
En 1961, Auteco obtuvo de parte del Gobierno de Colombia la primera licencia para el ensamble y fabricación de motocicletas en Colombia, con lo cual inició una nueva era al definir el ensamble como su actividad principal. De esta manera, adquirió en 1962 las instalaciones de Itagüí, al sur del valle de Aburrá en Antioquia, en la cual aún desarrolla su producción y donde se encuentran sus oficinas principales.
En la década de los 70, ante el declive de la productora italiana Innocenti, Auteco buscó nuevas perspectivas de mercado y en 1972 llegó a un acuerdo de ensamble y asistencia técnica con Kawasaki Heavy Industries. De esta manera, Auteco comenzó a ensamblar las motocicletas Kawasaki en Colombia.
A finales de los años 80, y debido principalmente a la recesión económica, la entrada de nuevos competidores y las restricciones del Gobierno Nacional, Auteco diversificó su producción e inició la comercialización de otros productos de la marca japonesa como plantas de energía y guadañadoras.
A principios de los años 90 se estableció contacto con la firma India Bajaj Auto, con la cual se pretendía reintroducir las motonetas al país. Así, en mayo de 1993, Auteco lanzó la Plus, motocicleta de alto éxito en Colombia, principalmente por su resistencia y fiabilidad. Luego, se introdujeron modelos como la Bajaj Boxer CT 100 (la motocicleta más vendida en la historia de Colombia), Bajaj Pulsar 180, entre otros.
Kawasaki lanzó en 1991 los modelos KMX que revolucionaron el mercado de las motocicletas de 125 c. c. enduro porque incluía adelantos tecnológicos nunca antes vistos en la producción nacional como la refrigeración por agua, frenos de disco en las dos ruedas, entre otros. En 1995 llegaron las motocicletas deportivas de alto cilindraje superbikes, toda una sensación por su estética y potencia. La marca registrada por Kawasaki fue Ninja que se volvió un nombre común de la categoría.
En 2003 Auteco comenzó el ensamble y distribución de las motocicletas de la taiwanesa Kymco, introduciendo al mercado modelos como la Top Boy 100 y Bet&Win 250, ingresando así al mercado de las motonetas automáticas en Colombia.
En 2012 Auteco unió al portafolio a KTM siendo la primera ensambladora de esta marca fuera del territorio europeo. En este mismo año se dio inicio a la línea de accesorios de Auteco. En 2014 se inauguró la segunda planta de ensamble de la compañía ubicada en Cartagena, la más moderna e innovadora de América Latina. 2016 fue el año del lanzamiento de la línea de vehículos eléctricos bajo la marca Stärker. En 2018 se sumó la al portafolio la marca sueca Husqvarna, completando así la promesa de tener «una moto para cada colombiano».
En 2019, de Auteco S.A.S. nació la empresa Auteco Mobility, quien siguió encargándose del ensamble y distribución de las marcas Kawasaki, Kymco, Stärker, y la marca propia Victory, mientras que Auteco S.A.S. continuó con el ensamble y distribución de Bajaj, KTM y Husqvarna. En septiembre de 2020 se anunció la finalización de la relación con Bajaj y el inicio de la alianza con TVS, que se hará efectivo a finales del año, con un amplio portafolio de productos.
Desde 2017 Auteco S.A.S. hace parte del Pacto Global de las Naciones Unidas y presenta sus avances en un informe de sostenibilidad desarrollado bajo la metodología GRI.